# Kozawa Ryuki
Ryuki Kozawa (sinh ngày 6 tháng 2 năm 1988) là một cầu thủ bóng đá người Nhật Bản.

## Sự nghiệp câu lạc bộ
Ryuki Kozawa đã từng chơi cho FC Tokyo, Gainare Tottori, Blaublitz Akita,  Pattaya United, Gulbene, Gwardia Koszalin và Mumbai.